# ميخائيل د. ستيل
ميخائيل د. ستيل (بالإنجليزية: Michael D. Steele)‏ هو عسكري أمريكي، ولد في 1960 في ستاثام في الولايات المتحدة.